# Il Giardino Armonico
Il Giardino Armonico (en français Le Jardin harmonieux) est un ensemble musical italien de musique baroque et l’un des pionniers de l’interprétation avec l'utilisation d'instruments anciens.

## Histoire
L’ensemble a été fondé en 1985 à Milan par Giovanni Antonini et Luca Pianca. Il est dirigé par le cofondateur Giovanni Antonini, également flûtiste au sein de l'orchestre. Enrico Onofri est le violon solo de l'ensemble. Duilio Galfetti participe également à l'ensemble.
Il Giardino Armonico a joué avec des solistes reconnus, notamment la mezzo-soprano Cecilia Bartoli, les pianistes-duettistes Marielle et Katia Labèque, la violoniste Viktoria Mullova, le violoncelliste Christophe Coin.
Régulièrement invité, il s'est produit dans les plus grandes salles mondiales, entre autres, au Oji Hall à Tōkyō, au Wigmore Hall et au Barbican Hall à Londres, au Musikverein et au Konzerthaus de Vienne, au Théâtre du Châtelet et au Théâtre des Champs-Élysées à Paris, au Concertgebouw à Amsterdam, au Victoria Hall à Genève, au Alte Oper à Francfort-sur-le-Main, au Glinka Hall à Saint-Pétersbourg, au Théâtre Bolchoï à Moscou, au Konserthus à Oslo, au Palais des beaux-arts à Bruxelles, à l'Auditorio Nacional de Música à Madrid, au Carnegie Hall et au Lincoln Center à New York, à l'Opéra de Sydney, au Teatro Colón à Buenos Aires.

## Répertoire
Le répertoire d’Il Giardino Armonico se compose d’œuvres de compositeurs des XVIIe et XVIIIe siècles.
L'ensemble joue soit en concert soit comme orchestre associé à une production d'opéra, comme celle consacrée à Monteverdi, Haendel, Pergolèse.
Selon les œuvres jouées, le nombre d'instrumentistes varie de 3 à 30.

## Discographie
Les enregistrements de la phalange milanaise sont majoritairement publiés par le label Teldec et la part belle est faite aux œuvres d'Antonio Vivaldi. Leurs sorties discographiques ont souvent été récompensées : Diapason d'or, « Choc » du Monde de la Musique, « 10 » de Répertoire, Grammy Award, Echo-Preis ; ainsi, le disque Il Proteo et les double et triple concertos pour violoncelle et orchestre de Vivaldi a obtenu le Gramophone Classical Music Awards 1996.

### Quelques enregistrements
- Concertos de Noël, œuvres d'Arcangelo Corelli, Francesco Manfredini, Giuseppe Torelli, Antonio Vivaldi, Teldec, 1991
- Concerti per liuto e mandolino, d'Antonio Vivaldi, Teldec, 1993
- Les Quatre Saisons, d'Antonio Vivaldi, avec Enrico Onofri et Paolo Grazzi, Teldec, 1994
- Double & Triple Concertos - Il Proteo, d'Antonio Vivaldi, avec Christophe Coin, Teldec, 1995
- Concertos pour violons, violoncelles et cordes, d'Antonio Vivaldi, avec Christophe Coin, Giovanni Antonini, Teldec, 1995
- Concertos pour violon et cordes, opus 8, d'Antonio Vivaldi, avec Enrico Onofri, Teldec, 1995
- Concertos brandebourgeois, de Jean-Sébastien Bach, Teldec, 1997
- La Bataille - La Tempête - Fanfare, de Heinrich Biber, Matthew Locke, Jan Dismas Zelenka, Teldec, 1998
- The Vivaldi Album, avec Cecilia Bartoli, Decca, 1999
- Les Concertos de chambre, d'Antonio Vivaldi, Teldec, 2000
- Musica Barocca, œuvres de Tomaso Albinoni, Benedetto Marcello, Johann Sebastian Bach, Johann Pachelbel, Georg Friedrich Haendel, Georg Philipp Telemann, Henry Purcell, Antonio Vivaldi, Elektra, 2001
- Viaggio Musicale, œuvres de Dario Castello, Giovanni Paolo Cima, Giovanni Battista Fontana, Biagio Marini, Tarquinio Merula, Claudio Monteverdi, Alessandro Piccinini, Giovanni Battista Riccio, Francesco Rognoni, Salomone Rossi, Giovanni Battista Spadi, Marco Uccellini, Elektra, 2001
- Concertos de chambre célèbres, d'Antonio Vivaldi, Teldec, 2003
- Concertos pour violon, d'Antonio Vivaldi, avec Viktoria Mullova, Onyx, 2005
- La Casa del diavolo, œuvres de Pietro Locatelli, Carl Philipp Emanuel Bach, Wilhelm Friedemann Bach, Christoph Willibald Gluck, Luigi Boccherini, avec Ottavio Dantone, Naïve Records, 2005
- Musica da camera a Napoli, œuvres d'Alessandro Scarlatti, Francesco Durante, Francesco Mancini, Domenico Sarro, Teldec, 2006
- Concertos pour violoncelle, d'Antonio Vivaldi, avec Christophe Coin, Opus 111, 2007
- Sacrificium, avec Cecilia Bartoli, Decca, 2009